# La Maison de la Panthère rose
Pour plus de détails, voir Fiche technique et Distribution.
La Maison de la Panthère rose (The Pink Blueprint en anglais) est un cartoon réalisé par Hawley Pratt sorti dans les salles de cinéma le 25 mai 1966, mettant en scène La Panthère rose.

## Résumé
Sur le site de construction d'un bâtiment qu'un petit homme peint, la Panthère rose décide d'utiliser une couleur rose pour peindre les murs mais quand le petit homme s'aperçoit de la catastrophe créée par l'animal, il décide de remettre la couleur d'origine. Entre les deux, c'est la guerre à qui fera la peinture de son choix. Finalement, la Panthère décide de construire sa maison avec le matériel du petit homme et continue à peindre en rose.

## Fiche technique
- Titre original : The Pink Blueprint
- Titre français : La Maison de la Panthère rose
- Réalisation : Hawley Pratt
- Scénario : John W. Dunn
- Thème musical : Henry Mancini
- Musique : William Lava
- Animation : Warren Batchelder, Don Williams, Norm McCabe, Dale Case et Laverne Harding
- Peintre décorateur : Dick Ung
- Décors : Tom O'Loughlin
- Montage : Chuck McCann
- Producteur superviseur : Bill Orcutt
- Producteurs : David H. DePatie et Friz Freleng
- Production : Mirisch-Geoffrey-DePatie Freleng Production
- Distribution : United Artists (1966) (cinéma) (USA)
- Durée : 7 minutes
- Format : 1,37 :1
- Son : mono
- Couleurs, 35 mm (De Luxe)
- Langue : anglais
- Pays de production : États-Unis
- Sortie : 25 mai 1966

## Sortie vidéo
- Le cartoon est disponible dans le premier disque de la collection DVD La Panthère rose: Les cartoons.